# Ekigaïna
L'  ekigaïna  est un cépage métis de France produisant  des raisins noirs.

## Étymologie
Ekigaina signifie littéralement « soleil haut » en basque. Le mot est à l'origine du mot basque qui correspond au mois de juin (Eki-gaina = Ekaina = Juin).

S'il y a un tréma sur le « I », c'est pour le prononcer comme en basque. Par exemple le mot Gaina se prononce ainsi: « Ga-i-na ».

## Origine et répartition géographique
L'  Ekigaïna est une obtention du basque Pierre Marcel Durquéty de l'Institut national de la recherche agronomique de Bordeaux. L'origine génétique est vérifiée et c'est un croisement des cépages Tannat et Cabernet-sauvignon réalisé en 1956. Le cépage est recommandé ou autorisé dans la plupart des départements du Sud et de l’Ouest de la France et particulièrement dans la zone Pyrénéenne. En France il est très peu multiplié.
Pierre Marcel Durquety, Chargé de recherches, a réalisé de nombreux croisements intraspécifiques entre 1950 et 1980 dont sept variétés sont inscrites officiellement au catalogue des cépages, dont quatre rouges (Arinarnoa, Egiodola, Ekigaïna, Semebat) et trois blanches (Arriloba, Liliorila, Perdea).

## Caractères ampélographiques
- Extrémité du jeune rameau duveteux.
- Jeunes feuilles aranéeuses à plages bronzées.
- Feuilles adultes, à 3 lobes (ou à 5 lobes) avec un sinus pétiolaire presque fermé, des dents anguleuses, moyennes, un limbe aranéeux.

## Aptitudes culturales
La maturité est de première époque moyenne: avec le chasselas.

## Potentiel technologique
Les grappes sont moyennes et les baies sont de taille petite. La grappe est conique et assez lâche. Le cépage est très vigoureux et s'il est conduit à taille au Guyot ou au cordon palissé, la fertilité assez bonne et régulière.
Le vin rouge a une couleur intense. Il est fin et bien équilibré.

## Synonymes
néant